# Філіп Стеванович
Філіп Стеванович (серб. Филип Стевановић; нар. 25 вересня 2002, Ужиці, Сербія) — сербський футболіст, нападник «Манчестер Сіті». На умовах оренди грає за португальську «Санта-Клару».

## Клубна кар'єра
Філіп Стеванович є вихованцем «Партизана». З 2018 року виступав за першу команду цього клубу, за яку дебютував у віці 16 років, 2 місяці і 14 днів. В чемпіонаті 2019/2020, своєму першому повноцінному сезоні за «Партизан», Стеванович зіграв в сербській Суперлізі 25 матчів, в яких забив 7 голів і зробив 3 результативні передачі.
В жовтні 2020 року «Партизан» і «Манчестер Сіті» оголосили про перехід футболіста до англійського клубу за 8 мільйонів євро. Контракт Стевановича з «Сіті» вступив в силу 1 січня 2021 року.    

## Виступи за збірні
Виступав за збірні Сербії для футболістів до 14, до 15, до 16 і до 19 років.